# زردپره سرسفید
زردپره سرسفید (نام علمی: Emberiza stewarti) پرنده‌ای از گروه زردپره‌ها در تیرهٔ زردپرگان در راستهٔ گنجشک‌سانان است. این پرنده در افغانستان، هند، ایران، قزاقستان، قرقیزستان، نپال، پاکستان، تاجیکستان، ترکمنستان و ازبکستان یافت می‌شود. زیستگاه طبیعی‌اش جنگل‌ها، بوته‌زارها و چمنزارهای معتدل است. در زمستان در اراضی خشک و باز تپه‌ماهوری با درختان و بوته‌های پراکنده دیده می‌شود.

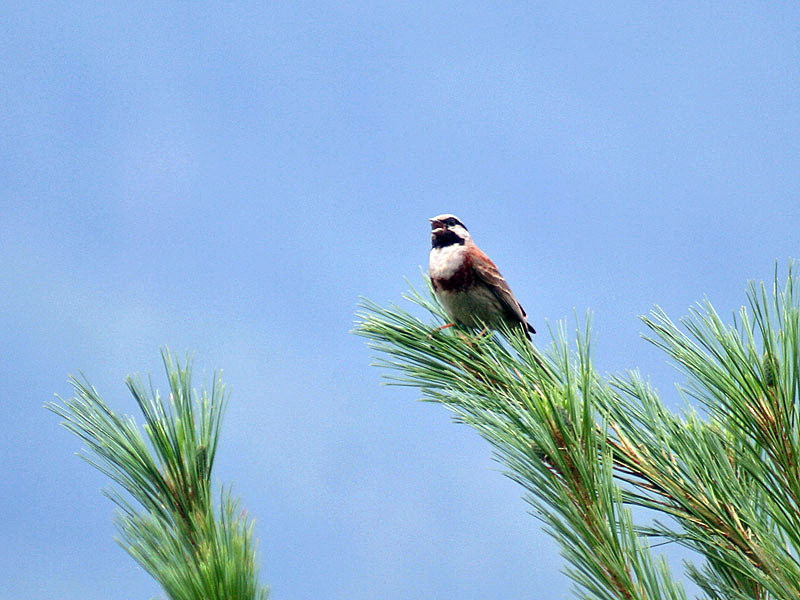
زردپرهٔ سرسفید در هند